# La Dame du vendredi
Pour plus de détails, voir Fiche technique et Distribution.
La Dame du vendredi (His Girl Friday) est un film américain en noir et blanc réalisé par Howard Hawks, sorti en 1940.
C'est l'adaptation de The Front Page, une  comédie en trois actes de Broadway de 1928 écrite par d'anciens reporters, Ben Hecht et Charles MacArthur.

## Synopsis
Hildy Johnson (Rosalind Russell) est une journaliste-reporter brillante, mais elle a décidé de changer de vie et d'épouser Bruce Baldwin (Ralph Bellamy), un modeste agent en assurances d'Albany (New York). Son ancien époux et employeur Walter Burns (Cary Grant) ne l'entend pas de cette oreille. Prêt à tout pour garder Hildy près de lui, Walter commence par obtenir de cette dernière, qu'elle couvre les dernières heures d'Earl Williams, un malheureux que l'on s'apprête à pendre et dont son journal, le Morning Post, espère pouvoir obtenir la grâce. Complètement dénué de scrupules et aidé par son homme de main, Louie Palutso, un petit truand, Walter fera passer une journée trépidante à Hildy — chez qui il espère voir renaître la flamme du journalisme — et une journée épouvantable au futur époux et à la future belle-mère.

## Fiche technique
- Titre original : His Girl Friday
- Titre français : La Dame du vendredi
- Réalisateur : Howard Hawks
- Scénario : Charles Lederer d'après la pièce The Front Page de Ben Hecht et Charles MacArthur
- Musique : Sidney Cutner et Felix Mills (non crédités)
- Photo : Joseph Walker
- Montage : Gene Havlick
- Direction artistique : Lionel Banks
- Costumes : Robert Kalloch
- Producteur : Howard Hawks
- Société de production et de distribution : Columbia Pictures
- Pays de production :  États-Unis
- Langue d'origine : anglais américain
- Format : noir et blanc — son : mono (Western Electric Mirrophonic Recording)
- Durée : 92 min
- Dates de sortie :
  - États-Unis : 11 janvier 1940 (première à New York), 18 janvier 1940 (sortie nationale)
  - Royaume-Uni : 21 septembre 1940
  - France : 12 janvier 1945

## Distribution

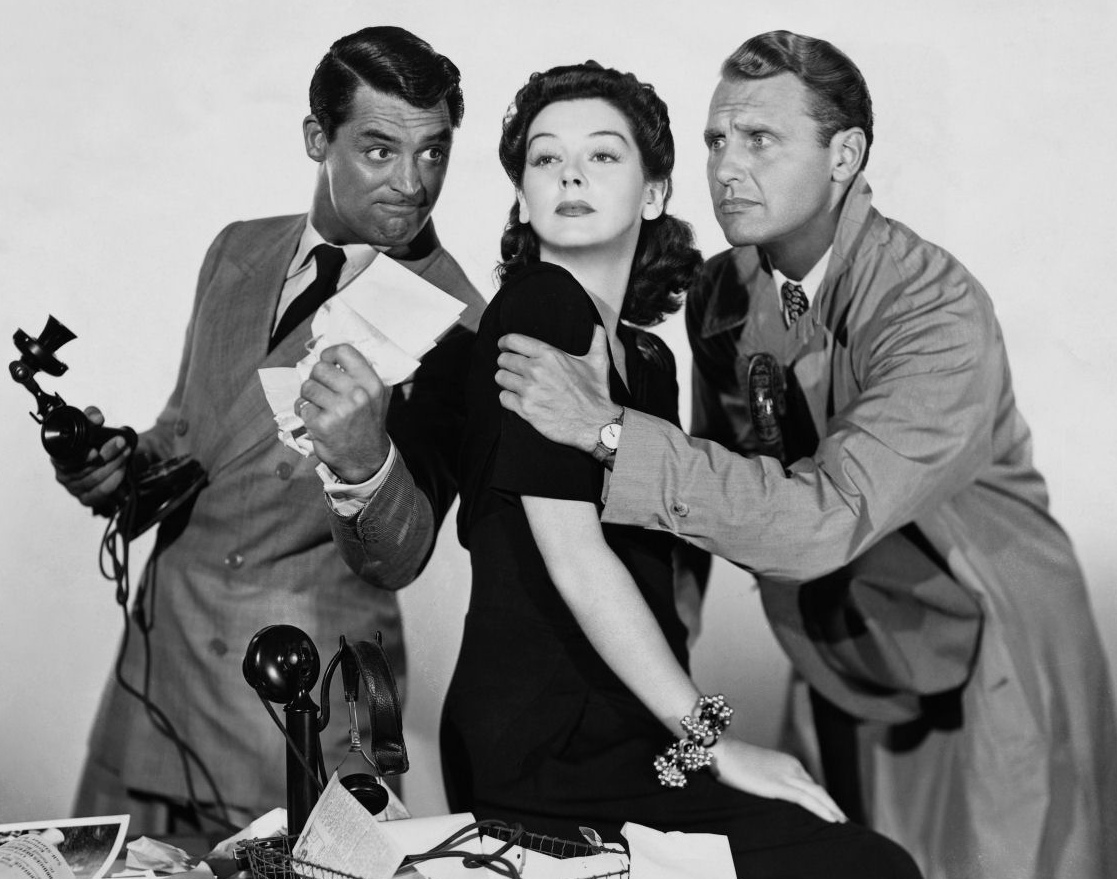
Cary Grant, Rosalind Russell et Ralph Bellamy.
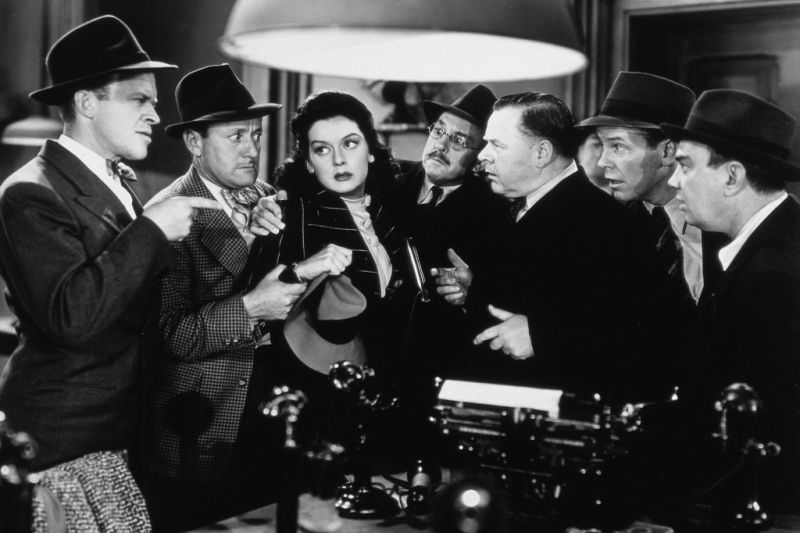
De gauche à droite : Frank Jenks, Roscoe Karns, Rosalind Russell, Porter Hall, Gene Lockhart, Regis Toomey et Cliff Edwards.
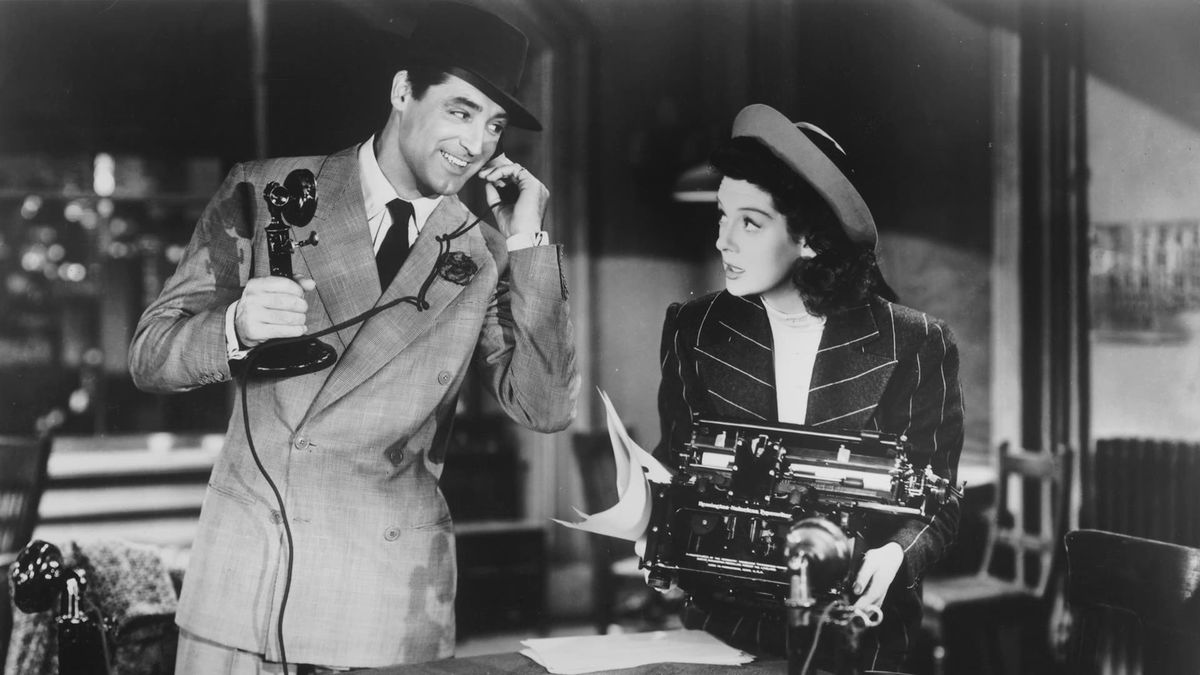
Cary Grant et Rosalind Russell.

- Cary Grant : Walter Burns
- Rosalind Russell : Hildegaard « Hildy » Johnson
- Ralph Bellamy : Bruce Baldwin
- Gene Lockhart : Peter B. « Pinky » Hartwell, le shérif
- Porter Hall : Murphy, un reporter
- Ernest Truex : Roy V. Bensinger, un reporter
- Cliff Edwards : Endicott, un reporter
- Clarence Kolb : « Fred », le maire
- Roscoe Karns : McCue, un reporter
- Frank Jenks : Wilson, un reporter
- Regis Toomey : Sanders, un reporter
- Abner Biberman : Louie « Diamond Louie » Palutso
- Frank Orth : « Duffy », le rédacteur en chef
- John Qualen : Earl Williams
- Helen Mack : Mollie Malloy
- Alma Kruger : Mme Baldwin
- Billy Gilbert : Joe Pettibone
- Pat West : Warden Cooley
- Edwin Maxwell : le Dr Max J. Egelhoffer
- Acteurs non crédités
  - Irving Bacon : Gus, le serveur
  - Wade Boteler : Mike, le gardien de prison
  - Ann Doran : une secrétaire du journal
  - Earl Dwire : Pete Davis
  - Pat Flaherty : Frank, un policier

## Production
Howard Hawks, dont la carrière a débuté à l'époque du cinéma muet, considérait que le parlant « ralentissait les films ». Il tente donc de faire parler ses acteurs plus vite que leur débit naturel, trouvant que le jeu en devient moins forcé, comme dans la vie où les gens parlent vite et se coupent la parole.
Ce principe est poussé à son maximum avec La Dame du vendredi où tous les acteurs parlent encore plus vite que dans ses autres films et où souvent les dialogues se chevauchent. Hawks pense que c'est ce qui a fait le succès du film.

## Autres adaptations
La pièce The Front Page a été adaptée à trois autres reprises au cinéma :
- 1931 : The Front Page de Lewis Milestone, avec Adolphe Menjou et Pat O'Brien ;
- 1974 : Spéciale Première (The Front Page) de Billy Wilder, avec Jack Lemmon, Susan Sarandon et Walter Matthau ;
- 1988 : Scoop (Switching Channels) de Ted Kotcheff, avec Burt Reynolds, Christopher Reeve et Kathleen Turner.

## Postérité
- Le film est inscrit depuis 1993 au National Film Registry pour être conservé à la bibliothèque du Congrès car « culturellement, historiquement ou esthétiquement important »[3].
- Il figure à la 19e place sur la liste des deux mille comédies américaines les plus drôles (AFI's 100 Years...100 Laughs)[4] établie par l'American Film Institute.
- Le film fait partie des sept comédies repérées par le philosophe Stanley Cavell pour établir le genre du remariage[5].

### Articles annexes
- Spéciale Première
- The Front Page